# Philip Rabinowitz
Philip Rabinowitz (Filadélfia, 14 de agosto de 1926 — Jerusalém, 21 de julho de 2006) foi um matemático estadunidense e israelense.
É conhecido por seu trabalho sobre análise numérica, destacando-se os livros A First Course in Numerical Analysis com Anthony Ralston e Methods of Numerical Integration com Philip J. Davis. É autor de diversos artigos sobre computação numérica.
Obteve o Ph.D. em 1951 na Universidade da Pensilvânia, orientado por Walter Gottschalk. Trabalhou no National Institute of Standards and Technology e foi professor no Instituto Weizmann da Ciência em Israel.